# Porcellio septentrionalis
Porcellio septentrionalis är en kräftdjursart som beskrevs av Albert Vandel1954. Porcellio septentrionalis ingår i släktet Porcellio och familjen Porcellionidae. Inga underarter finns listade i Catalogue of Life.